# Gloggnitz
Gloggnitz est une ville autrichienne du district de Neunkirchen en Basse-Autriche.

## Géographie
La ville est située au pied du massif de Rax et Schneeberg et du col du Semmering, dans la vallée de la Schwarza, au sud-ouest du bassin de Vienne. Le centre-ville se trouve à 73 kilomètres au sud-ouest de Vienne.

### Quartiers
Le territoire communal comprend 10 localités :
| - Abfaltersbach - Aue - Berglach - Eichberg - Gloggnitz | - Graben - Heufeld - Saloder - Stuppach - Weißenbach |

## Histoire
Des découvertes archéologiques suggèrent que la région était déjà habité au Paléolithique. Le nom de Gloggnitz, probablement d'origine slave, est mentionné pour la première fois dans un acte de 1094. À ce temps, les domaines dans le margraviat d'Autriche font partie des donations aux moines bénédictins de l'abbaye de Vornbach en Bavière. Un document daté de 1622 rapporte que les citoyens avaient le droit de tenir marché.
Le monastère fut sécularisé dans le cadre du recès d'Empire en 1803. Napoléon Ier dormit une nuit à Gloggnitz en 1809 alors qu'il se dirigeait vers le sud en passant par le Semmering. L'inauguration de la ligne ferroviaire de la Südbahn en 1842 a contribué à l'essor économique. En 1854, la ligne de chemin de fer de Semmering, construite d'après les plans de l'ingénieur Carl von Ghega, est mise en service.
Gloggnitz a reçu les droits de ville en 1926.

## Personnalités liées à la commune
- Michael Hainisch (1858-1940), homme d'État, deuxième président de l'Autriche, né au village d'Aue ;
- Karl Renner (1870-1950), homme d'État socialiste et juriste, y possédait une maison ;
- Madeleine Petrovic (née en 1956), femme politique, vit à Gloggnitz.